# Улица Воскова (Санкт-Петербург)
У́лица Во́скова — улица в Петроградском районе Санкт-Петербурга. Проходит от Большой Пушкарской улицы до Кронверкской улицы.

## История
Улица появилась в первой трети XVIII века. Тогда она называлась Большая Белозерская по расквартированному здесь Белозерского полку, а Малой Белозерской называлась проходящая параллельно улица Кропоткина. Название Большая Белозерская улица известно с 1738 года, когда Комиссия о Санкт-Петербургском строении предложила переименовать её в Заднюю Рыночную по близлежащему Сытному рынку, но такое название не прижилось.
В конце XVIII и первой половине XIX века одновременно с названием Большая Белозерская применялось название Пискунова улица (это название упоминается в документах с 1798 по 1846 г.) — по фамилии владельца располагавшегося на ней кабака.
1 августа 1927 года Большую Белозерскую улицу переименовали в честь С. П. Воскова, который в 1917 году был председателем заводского комитета Сестрорецкого оружейного завода, формировал отряды Красной гвардии, а затем участвовал в Гражданской войне.

## Достопримечательности и городские объекты

### От Большой Пушкарской до Саблинской улицы
- На участке, ограниченном улицами Введенской, Большой Пушкарской и Воскова, находится Пушкарский сад, на месте которого прежде располагалась Введенская церковь (снесена в 1932 году).
- Дом № 1  памятник архитектуры (вновь выявленный объект)[1] — бывшее здание Приюта для детей-идиотов и эпилептиков Братства во имя Царицы Небесной с примыкающей часовней при домовой церкви иконы Божией Матери «Всех Скорбящих Радость», неорусский стиль, начато арх. А. И. Балинским в 1913 году, завершено арх. А. А. Яковлевым в 1914—1915 гг.[2]
- Дом № 2 / Б. Пушкарская ул., 15 — «сталинский» жилой дом, занимающий участок, ограниченный Большой и Малой Пушкарскими улицами и улицей Воскова (арх. А. П. Щербёнок, середина 1950-х[3]). В здании с момента его заселения располагалась библиотека им. В. И. Ленина Петроградского района.
- Дом № 4 — доходный дом, модерн, арх. Ф. Д. Павлов, 1912.
- Дом № 6 — 1914, гражд. инж. Р. М. Габе.
- Дом № 7 на углу с улицей Маркина — 1889, архитектор-художник А. И. Аккерман.
- Дом № 8 (Малая Пушкарская, д. 5) — доходный дом потомственного почётного гражданина, купца П. П. Честнокова. Техник-строитель П. М. Мульханов, 1910, модерн[4].
- Дом № 9а на углу с ул. Маркина — четырёхэтажный жилой дом, 1880, инженер-техник И. А. Александров. В этом доме жил (детство и юность) художник И. С. Глазунов.
- Дом № 10 — многофункциональное здание 2000—2003 годов постройки (компания «Ибикус», арх. В. П. Шепета, Н. В. Шепета, П. В. Шепета, С. А. Сорокин, О. Г. Чикунов, конструктор О. Г. Бельтюков)[5].
- Дом № 12 — 1909, модерн, арх. Д. А. Крыжановский.
- Дом № 16 / Саблинская ул., 7 / ул. Кропоткина, 22 — доходный дом П. М. Гуровой. Построен в начальном варианте в 1909 году по проекту арх. Александра Николаевича Димитрато и гражд. инж. Н. С. Резвого, расширен корпусом по Саблинской ул. в 1912 году по проекту Н. С. Резвого и Л. М. Яругского, при этом все детали декора были сохранены и точно воспроизведены в пристроенной части.

### От Саблинской до Кронверкской улицы
- Дом № 15—17 / Саблинская улица, 12 / Сытнинская улица, 8 — доходный дом, построен в 1875 году по проекту академика архитектуры И. П. Мааса, позже надстроен пятым этажом.
- Дом № 18 / Саблинская ул., 20 / ул. Кропоткина, 10 — доходный дом, 1901—1902, арх. Антоний Иванович Носалевич, эклектика.
- Дом № 19 — 1910, арх. И. А. Претро, северный модерн.
- Дом № 22 — 1904, рядовая застройка, арх. Алексей Андреевич Шевелев.
- Дом № 23 — 1902, модерн, арх. Д. А. Крыжановский.
- Дом № 25 (другой фасад выходит на параллельную Сытнинскую ул., дом 16) — доходный дом Ф. Г. Романова, неоклассицизм, арх. Д. А. Крыжановский.
- Дом № 27—29 / ул. Ленина, 2 / Сытнинская ул., 18 — 1876 и 1881, рядовая застройка, инж.-арх. Александр Александрович Докушевский.
- Дом № 31 / ул. Ленина, 1 / Сытнинская ул., 20  памятник архитектуры (вновь выявленный объект)[1] — доходный дом Е. В. Сажина, северный модерн, арх. И. А. Претро. Егор (Георгий) Васильевич Сажин (1863—?), с 1897 года купец 2-й гильдии, содержал здесь магазин москательных товаров (клеи, краски и т. п.)[6].
- Между домом № 31 и бывшими Белозерскими банями, а ныне бизнес-центром «Сенатор», на участке, ограниченном улицами Воскова, Кропоткина, Ленина и Кронверкской, расположен Кропоткинский сквер площадью 0,22 га[7] с детской площадкой, благоустроенный и открытый для публики в 2007 году.

## Транспорт
Ближайшая станция метро от начала улицы — «Чкаловская», ближайшая от её конца — «Горьковская».
В направлении от Большой Пушкарской к Кронверкской улице по улице Воскова проходит маршрут автобуса № 14 (в обратном направлении он идёт по Кронверкскому проспекту).

## Пересечения
- Большая Пушкарская улица (начало)
- Маркитантский переулок
- улица Маркина
- Саблинская улица
- улица Ленина
- Кронверкская улица (окончание)